# Пласден, Полидор
Полидо́р Пласден (англ. Polydor Plasden; 1563, Лондон — 10 декабря 1591, Тайберн, Лондон) — святой Римско-католической церкви, священник, мученик, пострадавший во время английской Реформации.

## Биография
Полидор Пласден родился в Лондоне в 1563 году. Обучался в Реймсе и Риме, где 7 декабря 1586 года был рукоположён в сан священника. Два года спустя, в 1588 году, вернулся в Англию, где  в условиях гонений на католиков при правлении Елизаветы I начал заниматься пастырской деятельностью. 8 ноября 1591 года был арестован за участие в святой мессе вместе с Свитуном Уэллсом и Эдмундом Дженнингсом. 10 декабря 1591 года Полидор Пласден вместе с группой из пяти священников и четырёх мирян был подвергнут казни через четвертование.

## Прославление
Полидор Пласден был беатифицирован в 1929 году, а 25 октября 1970 года канонизирован римским папой Павлом VI вместе с группой 40 английских и уэльских мучеников.
День памяти в Католической церкви — 10 декабря.

## Источник
- Henryk Fros SJ, Franciszek Sowa: Księga imion i świętych. T. 4: M-P. Kraków: WAM, Księża Jezuici, 2000. ISBN 83-7097-671-9.